# Медведєво (Охонське сільське поселення)
Медведєво (рос. Медведево) — присілок в Пестовському районі Новгородської області Російської Федерації.
Населення становить 60 осіб. Входить до складу муніципального утворення Охонське сільське поселення.

## Історія
Від 2004 року входить до складу муніципального утворення Охонське сільське поселення

## Населення
| 2010 |
| ---- |
| 60   |